# Ashley Liao
Ashley Liao (Orange County (Californië), 21 oktober 2001) is een Amerikaans actrice. Zij speelde in diverse films en series, waaronder Fuller House, NCIS en The Hunger Games: The Ballad of Songbirds & Snakes.

## Filmografie

### Film
- 2019: Always Be My Maybe, als 15-jarige Sasha
- 2020: Secret Society of Second-Born Royals, als prinses Eleanor
- 2023: Love in Taipei, als Everett "Ever" Wong
- 2023: The Hunger Games: The Ballad of Songbirds & Snakes, als Clemensia Dovecote

### Televisie
- 2014: Bad Teacher, als Mary
- 2014: Fatrick, als jonge Barbara Wu
- 2016: Fresh Off the Boat, als Audrey
- 2016: Nicky, Ricky, Dicky & Dawn, als Syd
- 2016: The Kicks, als Parker Zhao
- 2016-2020: Fuller House, als Lola Wong
- 2017: Great News, als Moana
- 2018: Speechless, als Maddie
- 2018-2020: Scissor Seven, als Cola (stemrol)
- 2019: NCIS, als Hayley
- 2019: Spirit Riding Free, als Jo / Caroline (stemrol)
- 2021: Physical, als Simone
- 2021-2023: DreamWorks Dragons: The Nine Realms, als Jun Wong (stemrol)